# Marathon de Santiago
Le Marathon de Santiago est une course de marathon se déroulant tous les ans, en avril, dans les rues de Santiago du Chili, au Chili. Créée en 2007, l'épreuve fait partie en 2015 du circuit international des IAAF Road Race Label Events, dans la catégorie des « Labels de bronze ». 

## Palmarès
Natalia Romero Jaramillo gagne le marathon de Santiago à trois occasions, en 2008, 2010 et 2012.